# Ojub Salmanowitsch Titijew

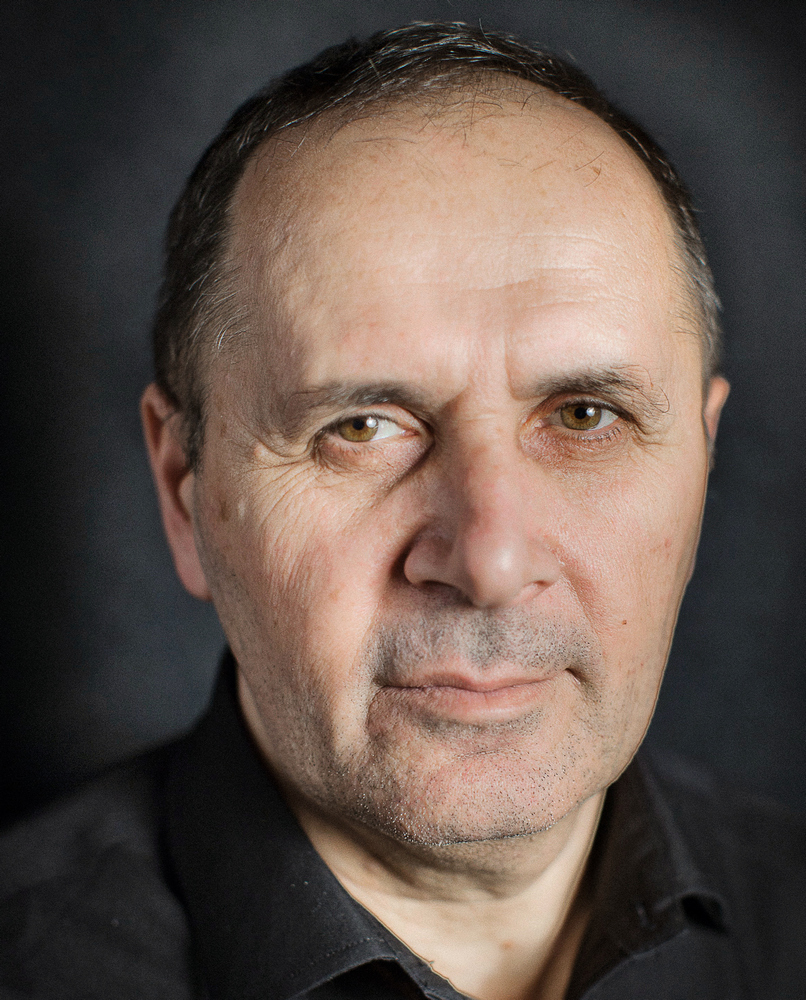
Ojub Salmanowitsch Titijew, 2018

Ojub Titijew (russisch Оюб Салманович Титиев; * 24. August 1957 in Lebedinowka, UdSSR) ist ein russischer Menschenrechtler. Titijew ist Vertreter der Menschenrechtsorganisation Memorial in der russischen Nordkaukasusrepublik Tschetschenien.
Titijew ist gläubiger Muslim. Er war Sportlehrer und Boxtrainer in Kurtschaloi, als er 1994 begann, die Greuel des Tschetschenien-Krieges zu dokumentieren. Er wurde im Januar 2018 von Polizisten auf dem Weg von seinem Heimatdorf Kurtschaloi in das Büro der Menschenrechtsorganisation Memorial in Grosnyj verhaftet. In seinem Lada wurden angeblich 200 Gramm Marihuana gefunden. Im Juli 2018 begann der Prozess gegen ihn. Im März 2019 wurde er wegen angeblichen Rauschgiftbesitzes zu vier Jahren Lagerhaft verurteilt. Am 11. Juni 2019 wurde bekannt, dass Titijew auf Bewährung freigelassen werden soll. In den Tagen davor war es zu heftigen Protesten gegen die Inhaftierung des Journalisten Iwan Golunow gekommen, dem ebenfalls wegen angeblichen Rauschgiftbesitzes der Prozess gemacht werden sollte.

## Auszeichnungen
- Václav-Havel-Menschenrechtspreis (2018)